# Святослав Глібович
Святосла́в Глі́бович (*д/н — 1310) — великий князь Чернігівський у 1309—1310 роках.

## Життєпис
Походив з династії Рюриковичів, гілки Ростиславичів Смоленських. Молодший син Гліба Ростиславича, великого князя Смоленського. Близько 1297 року Святослав як нащадок смоленських князів отримав у спадок Можайське князівство.
У 1303 році Можайськ було захоплено московським князем Юрієм Даниловичем, а Святослав був приведений бранцем до Москви. Звільнившись з полону в 1309 році Святослав вирішив спробувати захопити чернігівське князівство, яке фактично розпалося на окремі володіння. Йому вдалось вигнати з Брянська місцевого князя Василя Михайловича. Втім 1310 року останній повернувся з допомогою, отриманою у одного з темників Золотої Орди. Митрополит Петро вмовляв Святослава поступитися князювання Василю, але той відмовився. У вирішальний момент битви військо Святослава втекло, а сам князь загинув.

## Родина
Дружина — невідома
Діти:
- Гліб, великий князь Чернігівський у 1333—1340 роках
- Дмитро
- Федір
- Юрій